# Aechmea seidelii
Espèce
Classification phylogénétique
Aechmea seidelii est une espèce de plantes à fleurs de la famille des Bromeliaceae, endémique du Brésil.

## Synonymes
- Streptocalyx seidelii Leme[1]

## Distribution
L'espèce est endémique de l'État de Bahia au Brésil.

## Description
L'espèce est épiphyte.